# Кавар
Кавар (фр. Cavarc) насеље је и општина у југозападној Француској у региону Аквитанија, у департману Лот и Гарона која припада префектури Вилнев сир Лот.
По подацима из 2011. године у општини је живело 144 становника, а густина насељености је износила 12,01 становника/km². Општина се простире на површини од 11,99 km². Налази се на средњој надморској висини од 100 метара (максималној 143 m, а минималној 67 m).

## Демографија
| 1962. | 1968. | 1975. | 1982. | 1990. | 1999. | 2011. |
| ----- | ----- | ----- | ----- | ----- | ----- | ----- |
| 191   | 209   | 183   | 169   | 155   | 147   | 144   |

График промене броја становника у току последњих година